# Secondong
Secondong is een bestuurslaag in het regentschap Ogan Komering Ilir van de provincie Zuid-Sumatra, Indonesië. Secondong telt 1507 inwoners (volkstelling 2010).